# Du Hirte Israel, höre
Du Hirte Israel, höre (BWV 104) is een religieuze cantate van Johann Sebastian Bach.

## Programma
Deze cantate is geschreven voor de tweede zondag na Pasen in Leipzig en werd voor het eerst uitgevoerd op 23 april 1724.
In Du Hirte Israel, höre zijn twee gedeelten waar het koor in zingt: in de opening en in het slotkoraal. Er zijn ook sologedeelten van een tenor en bas. In het stuk na de opening vraagt de tenor: mijn herder mag een schaap van u zijn? Daarna komt een aria gezongen door de tenor. Daarna antwoordt de bas: ja, jij mag een van mijn schapen zijn. Vervolgens volgt de aria van de bas die in A-B-A-vorm is geschreven in het B-gedeelte zingt de bas erg laag.
Ten slotte volgt het A-gedeelte en daarna komt het door het koor gezongen slotkoraal.
cantates · motetten · missen · oratoria en passies · vierstemmige koralen · liederen en aria's · orgelwerken · klavecimbelwerken · kamermuziek · orkestwerken · overige werken